# 5598 Carlmurray
5598 Carlmurray este un asteroid din centura principală de asteroizi.

## Descriere
5598 Carlmurray este un asteroid din centura principală de asteroizi. A fost descoperit pe 8 august 1991 la Observatorul Palomar de Henry E. Holt. Asteroidul prezintă o orbită caracterizată de o semiaxă mare de 2,19 ua, o excentricitate de 0,11 și o înclinație de 5,0° în raport cu ecliptica.